# Bärenstein (Erzgebirge)
Bärenstein ist eine Gemeinde am Pöhlbach im Erzgebirgskreis in Sachsen.

## Geografie

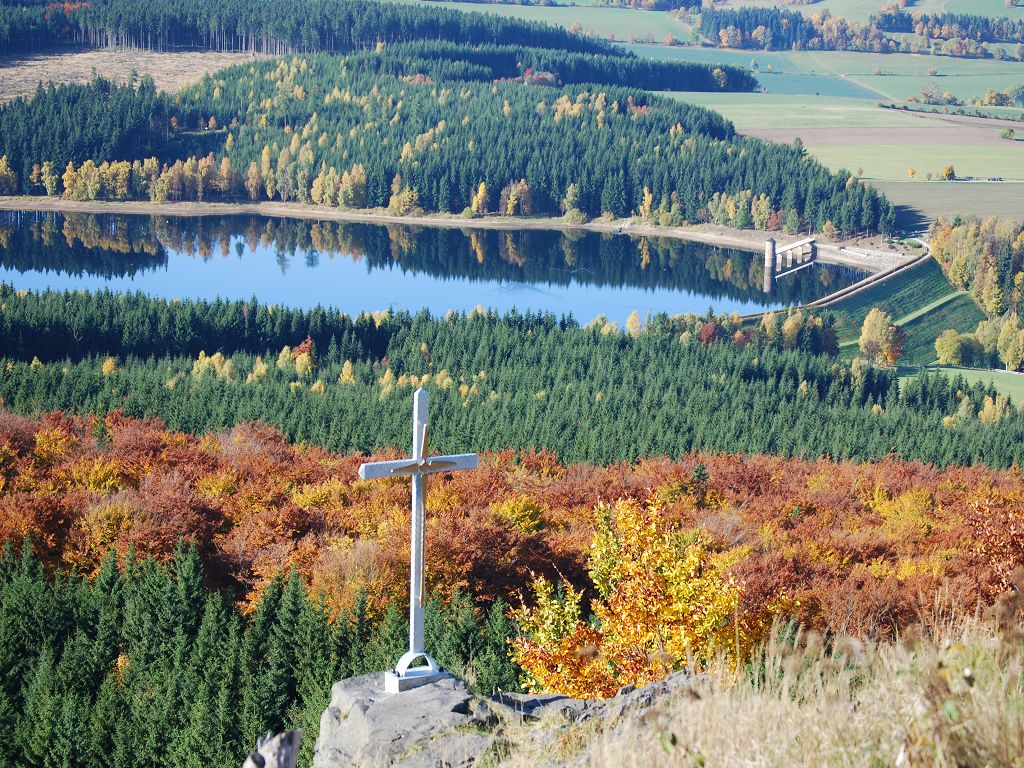
Blick vom Berg Bärenstein auf die Talsperre Cranzahl

Der Ort liegt im Mittleren Erzgebirge in etwa 710 m ü. NN direkt an der deutsch-tschechischen Grenze im Tal des Pöhlbaches. Höchste Erhebung ist der gleichnamige Bärenstein mit 898 m ü. NHN.

### Nachbargemeinden
Nachbargemeinden sind im Norden Königswalde, im Westen Sehmatal und im Süden Oberwiesenthal. Im Osten liegt die tschechische Stadt Vejprty (Weipert). Als nächste größere Ortschaft im Norden ist Annaberg-Buchholz zu erwähnen.

### Gliederung
Zwar gibt es keine offiziellen Ortsteile, jedoch wird unterschieden zwischen Bärenstein, Stahlberg, Kühberg und Niederschlag. Zusammen mit Königswalde bildet die Gemeinde die Verwaltungsgemeinschaft Bärenstein-Königswalde.

## Geschichte

### 16. bis 18. Jahrhundert

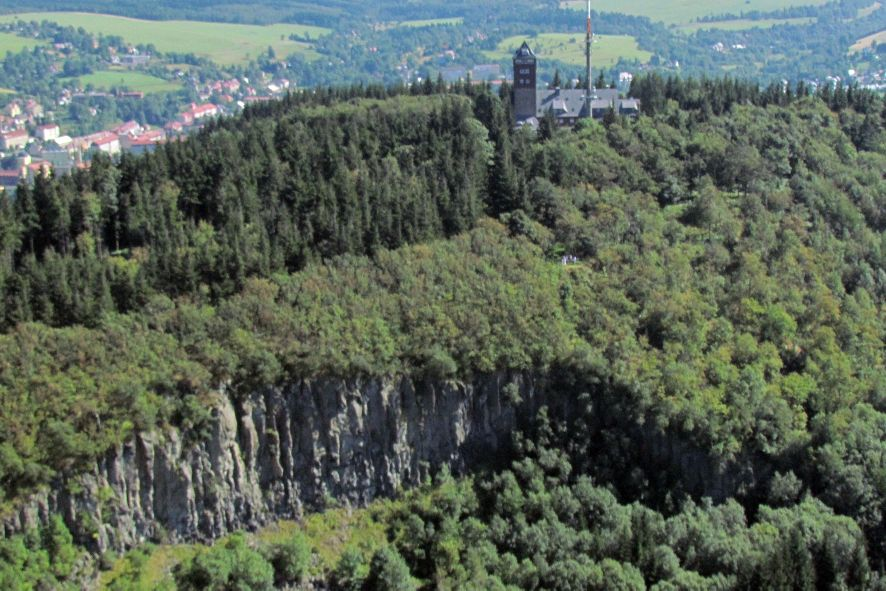
Basaltsäulen am Bärenstein

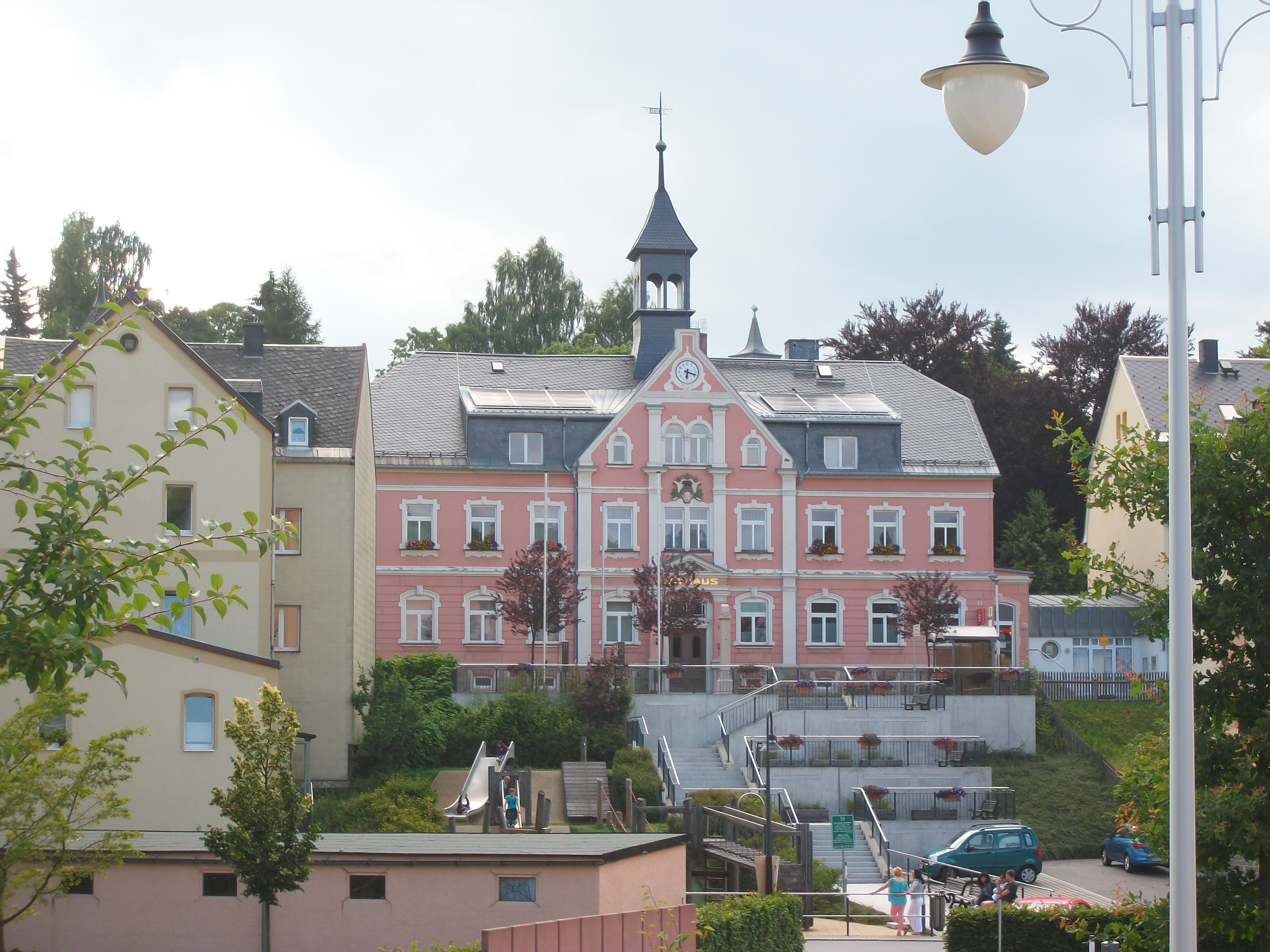
Rathaus Bärenstein (Erzgebirge)

Der Ort Bärenstein entstand in der ersten Hälfte des 16. Jahrhunderts. 1525 findet sich die erste urkundliche Erwähnung: „am Pernstein“. Zu dieser Zeit lag der Ort in der Herrschaft Schlettau im ernestinschen Kurfürstentum Sachsen, die im Besitz des Klosters Grünhain war. Am 10. November 1527 erwarb der kursächsische Bergbeamte Hans Röhling das Gebiet um den Bärenstein vom Kloster Grünhain als Erblehngut. Die nachfolgenden Rodungen samt Ansiedlungen von Bauern gaben der sich entwickelnden Gemeinde einen bedeutenden Aufschwung. Dieses Jahr gilt deshalb als das Gründungsdatum von Bärenstein. Unter dem Kurfürsten Moritz von Sachsen (reg. 1547–1553) wurde das Röhlingsche Vorwerk vom Erbgut zum Mannlehngut erhoben. Gleichzeitig erhielt es auch niedere Gerichtsbarkeit. Damit wurden ihm die übrigen Ansiedler am Bärenstein zins- und fronpflichtig untertan und schieden aus der Zugehörigkeit zu Königswalde-Amtsseite aus. Das Gebiet um den Bärenstein war zunächst in die katholische Kirche nach Schlettau gepfarrt. Nach dem Bau der Kirche in Königswalde waren Bärenstein und Kühberg seit 1523 nach Königswalde gepfarrt. Da die Herrschaft Schlettau einst böhmisches Lehen war, unterstand sie dem Erzbistum Prag. Im Jahr 1529 erfolgte im Gebiet des Klosters Grünhain und in weiten Teilen Böhmens die Einführung der Reformation.
Mit der Reformation ging die Auflösung des Grünhainer Klosters im Jahr 1536 einher. Politisch wurde Bärenstein dem neu gegründeten Amt Schlettau zugeteilt, welches kurze Zeit darauf mit dem Amt Grünhain vereinigt wurde. Nachdem der Ort mit dem Amt Schlettau im Zuge der Wittenberger Kapitulation im Jahr 1547 zum albertinischen Kurfürstentum Sachsen gekommen war, wurde Bärenstein im Jahr 1548 zu einem Ratsdorf von Annaberg. Die Landbrücke, welche später als „Böhmische Brücke“ oder „Grenzbrücke“ bekannt war, wurde im Jahr 1557 über den Pöhlbach am unteren Ortsende von Kühberg gebaut. Sie bestand bis 1945. Zu dieser Zeit blühte der Bergbau zu beiden Seiten des Pöhlbachs, wodurch sich zahlreiche Bergleute ansiedelten. Gruben um Bärenstein trugen u. a. die Namen „Brüderliche Vereinigung“, „Johannes Fundgrube“, „Neue Hoffnung Stolln am Bärenstein“, „Prinz Josef Stolln am Bärenstein“, „Tiefer Preußen Stolln“, „Unverhofft Glück mit Freuden am Bärenstein“, „Weinrebe Stolln“, „Zwickauer Stolln am Bärenstein“ und „Berghäusel“ (in Kühberg).
Zwischen 1564 und 1566 entstand der Annaberger Floßgraben zur Heranführung großer Mengen von Brenn-, Gruben-, Hütten- und Bauholz sowie von zusätzlichem Aufschlag-, Brauch- und Trinkwasser für die Bergstadt Annaberg. Der elf Kilometer lange Graben begann an der Flurgrenze der erst im 17. Jahrhundert entstandenen Siedlung Stahlberg. Dann verlief er schräg über die Wiesen zur heutigen Bundesstraße 95 und hangseitig an dieser entlang bis zur Ortsmitte von Bärenstein. Anschließend führte er unterhalb der heutigen Bahnhofstraße bis zum Standort des heutigen Bahnhofs Bärenstein bis zum ehemaligen Haltepunkt Kühberg und weiter in Richtung Königswalde oberer Bahnhof. Der Graben war bis zur Aufgabe der Flößerei im Jahr 1844 in Betrieb.
Am 16. November 1613 verkaufte Erasmus Mittelbach das Mannlehngut an den Rat der Stadt Annaberg. Das Freigut wurde weiterhin im Jahr 1696 und 1820 erwähnt, heute ist von ihm aber nichts mehr erhalten. Mit rund 700 Einwohnern war Bärenstein nach dem Dreißigjährigen Krieg eines der einwohnerreichsten Dörfer des Erzgebirges. Dies hatte u. a. mit der einsetzenden Gegenreformation im angrenzenden Königreich Böhmen und der Ansiedlung der dort vertriebenen protestantischen Exulanten auf der sächsischen Seite zu tun. Aufgrund des kürzeren Weges besuchten viele Bärensteiner die im Jahr 1551 geweihte evangelische Kirche des böhmischen Nachbarorts Weipert. Da dort aber nun protestantische Gottesdienste verboten wurden und die evangelischen Pfarrer und Gläubigen ausgewiesen wurden, wuchs in Bärenstein der Wunsch nach einem eigenen Gotteshaus. Durch den Zuzug der Glaubensflüchtlinge erlebte nicht nur Bärenstein einen raschen Bevölkerungsanstieg, sondern es entstanden in der Nachbarschaft des Orts auch die neuen Siedlungen Stahlberg, Niederschlag und Hammerunterwiesenthal. Nachdem der sächsische Kurfürst Johann Georg I. seine Genehmigung zum Kirchenbau erteilt hatte, konnte am 4. November 1655 die Bärensteiner Erlöserkirche nach sechsmonatiger Bauzeit als Filialkirche von Königswalde eingeweiht werden. Das Schulgebäude folgte ein Jahr später. 1657 wurde die Bärensteiner Kirche eine eigene Parochie, in die im gleichen Jahr die Exulantensiedlung Niederschlag und 1658 die Exulantensiedlung Stahlberg eingepfarrt wurden. Der im Jahr 1658 von der Kurfürstin Magdalena Sibilla von Sachsen gestiftete vergoldete Abendmahlskelch wird bis heute verwendet.
Unter den in Bärenstein angesiedelten Exulanten waren zahlreiche Hammerschmiede. Diese arbeiteten zunächst weiter im Blechhammer in Weipert-Grund, der sich auf der böhmischen Seite gegenüber von Kühberg befand. Erst im Jahr 1667 wurde in Bärenstein ein Hammerwerk durch Georg Meyer gebaut. Es ist bis zum Jahr 1783 nachgewiesen. Ende des 18. Jahrhunderts begann allmählich die Industrialisierung von Bärenstein. Zwischen 1827 und 1830 entstand die Straße von Bärenstein nach Annaberg.

### 19. Jahrhundert
Im Jahr 1834 erhielt Bärenstein das Marktrecht. Zu dieser Zeit unterstand der Ort aber immer noch der Grundherrschaft des Rats der Stadt Annaberg. Bärenstein und die zum Ort gehörende Siedlung Kühberg gehörten bis 1856 zum kursächsischen bzw. königlich-sächsischen Amt Grünhain (Unteramt Schlettau). Ab 1856 gehörte der Ort zum Gerichtsamt Annaberg und ab 1875 zur Amtshauptmannschaft Annaberg.
Mit dem Bau der Bahnstrecke von Annaberg nach Weipert 1867 und der Eröffnung dieser Strecke sowie der weiterführenden Bahnstrecke Komotau–Weipert auf böhmischer Seite begann der wirtschaftliche Aufschwung, vor allem in der Textilindustrie (Posamentenherstellung). Für den Bau der Bahntrasse nach Annaberg wurde der seit 1844 nicht mehr genutzte Annaberger Floßgraben verfüllt und auf ihm Gleise verlegt. Der Grenzbahnhof befand sich im böhmischen Weipert. In die Landgemeinde Bärenstein wurde im Jahr 1896 der sich südlich anschließende Nachbarort Stahlberg eingemeindet. Das Bärensteiner Rathaus wurde in den Jahren 1898 und 1899 erbaut.

### 20. Jahrhundert bis zur Gegenwart

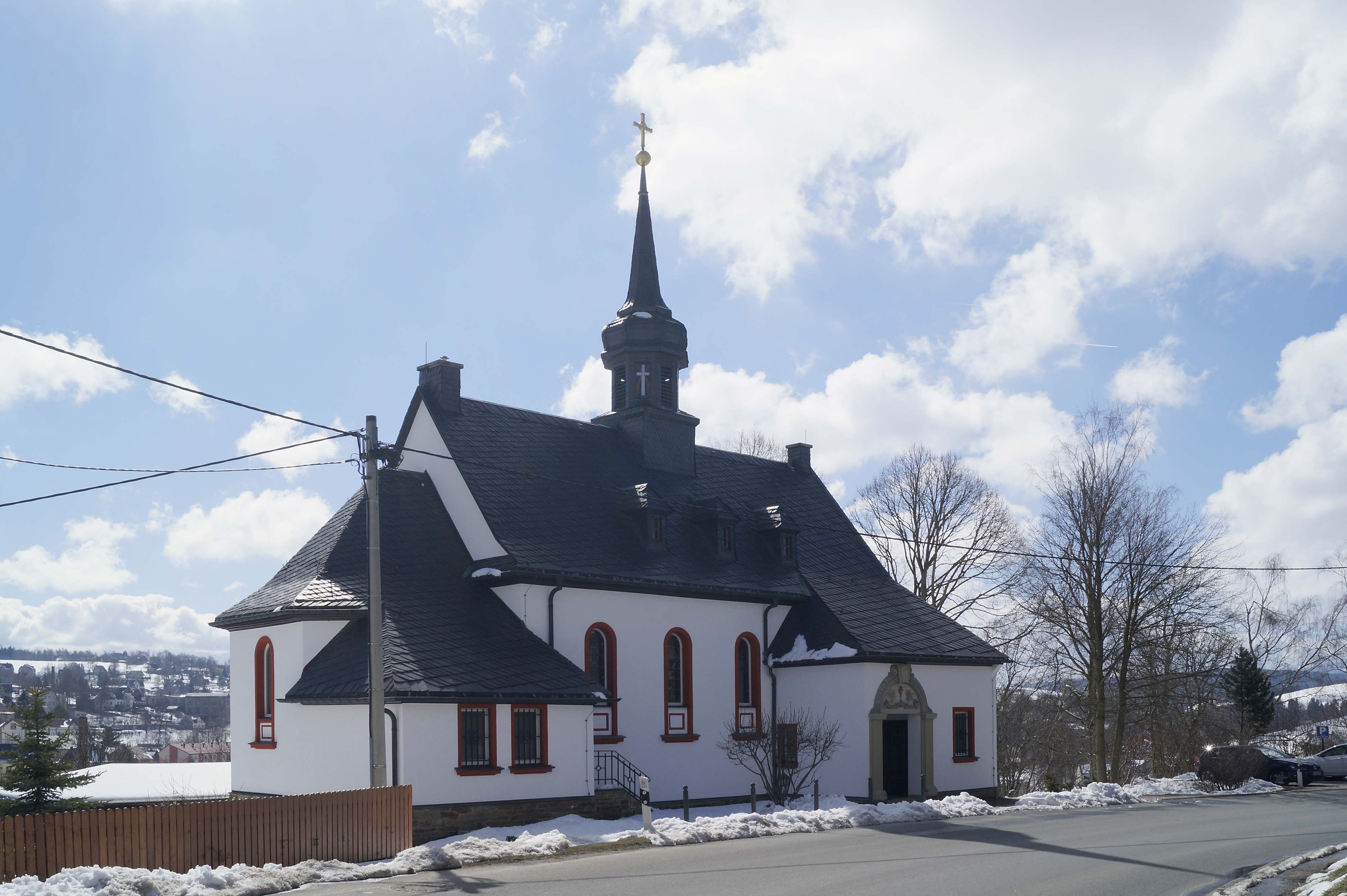
Katholische Kirche St. Bonifatius

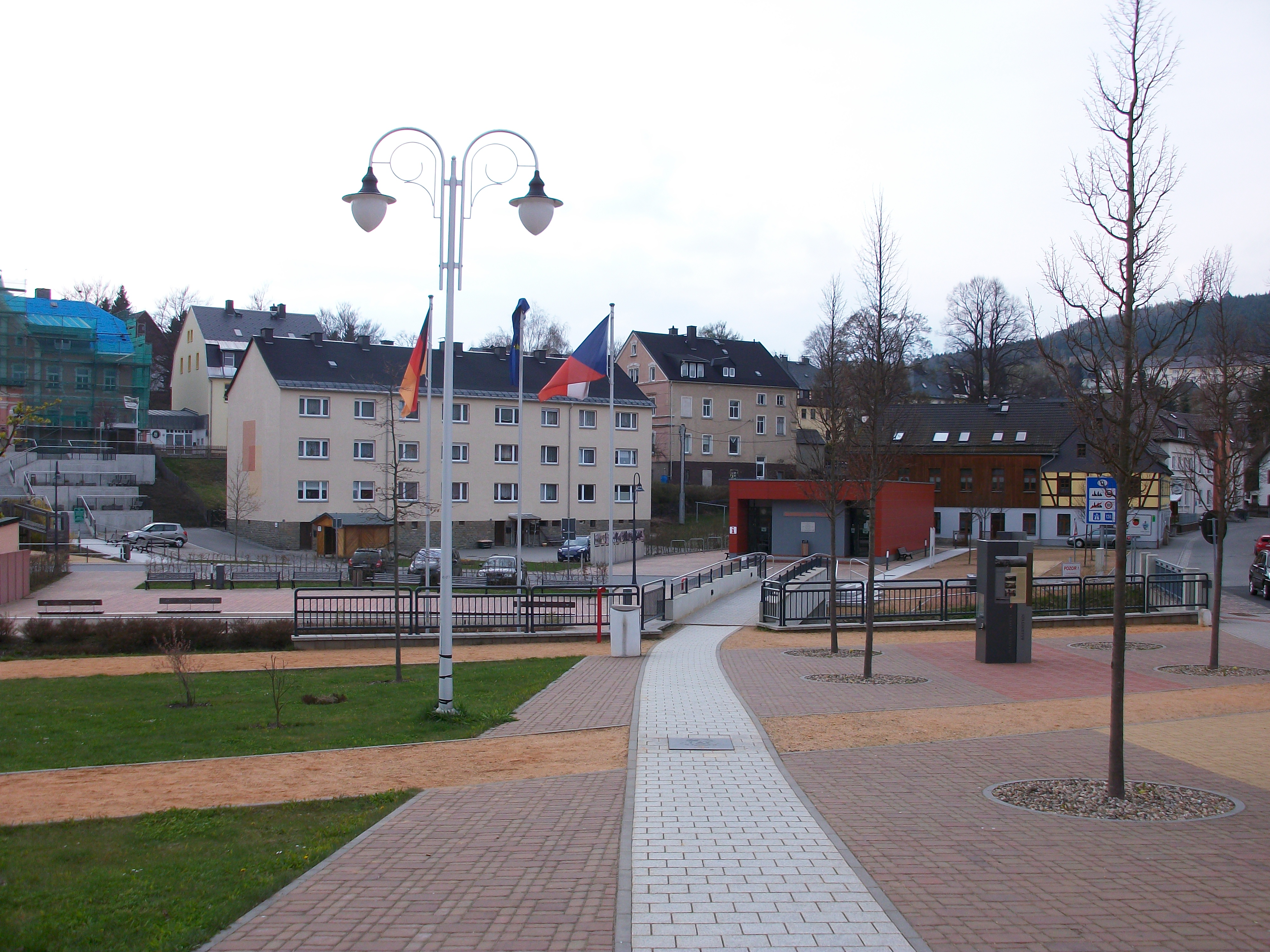
Gemeinsame Mitte Bärenstein/Vejprty, Blick nach Bärenstein (2017)

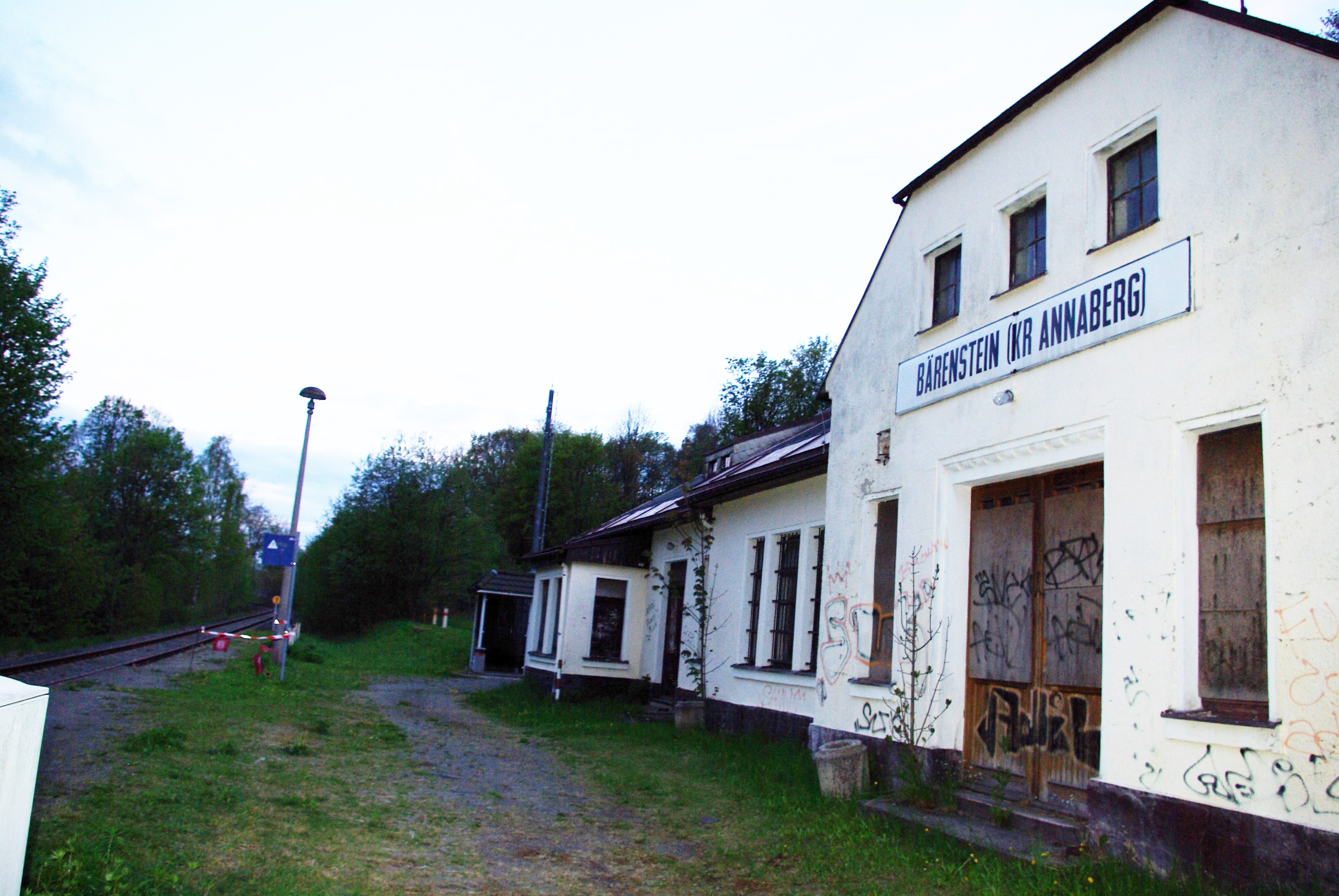
Bahnhof Bärenstein (Kr Annaberg), Empfangsgebäude Gleisseite (2016)

Am 30. November 1913 erfolgte mit der Einweihung des Berggasthofs mit Aussichtsturm die erste touristische Erschließung des gleichnamigen Hausbergs von Bärenstein. 1937 wurde der Bau erweitert und 1992/93 grundlegend saniert. Der Wintersport wurde mit dem Bau einer Sprungschanze am Osthang des Bergs im Jahr 1921 belebt. In den 1930er Jahren setzte eine größere touristische Erschließung des Bärensteins ein.
Die katholische „St.-Bonifatius-Kirche“ wurde in den Jahren 1920/21 erbaut. Sie war in Folge des Zuzugs von Katholiken aus Böhmen nötig geworden, das seit dem Ende des Ersten Weltkriegs zur Tschechoslowakei gehörte.
Mit der Eingliederung des Sudetenlands in das Deutsche Reich entfiel im Oktober 1938 die Staatsgrenze nach Weipert. In Auswirkung des Zweiten Weltkriegs wurde im Jahr 1945 die Grenzbrücke zwischen Bärenstein und Weipert (nach 1945 in Vejprty umbenannt) geschlossen.
Zwischen 1946 und 1954 erfolgte in Bärenstein der Abbau von Uranerz durch die SAG Wismut. In Stahlberg wurde das Erz in den Schächten „Stalinschacht 281“ und „Stalinschacht 282“ abgebaut. Durch den Zuzug der Bergleute stieg die Einwohnerzahl von Bärenstein in sehr kurzer Zeit auf 6000 Personen an. Nach dem Ende des Bergbaus fanden die Bergarbeiter eine neue Beschäftigung in den wachsenden Industriebetrieben des Orts. Von 1970 bis 2018 war Bärenstein staatlich anerkannter Erholungsort.
Durch die zweite Kreisreform in der DDR kam die Gemeinde Bärenstein im Jahr 1952 zum Kreis Annaberg im Bezirk Chemnitz (1953 in Bezirk Karl-Marx-Stadt umbenannt), der ab 1990 als sächsischer Landkreis Annaberg fortgeführt wurde und 2008 im Erzgebirgskreis aufging. Mit der politischen Wende war Bärenstein nach 1990 auch veränderten wirtschaftlichen Verhältnissen ausgesetzt. Während die Industrie stark zurückging, erlebte das Bau- und Handelsgewerbe einen Aufschwung.
Im Jahr 1991 wurde der Straßen-Grenzübergang ins benachbarte tschechische Vejprty wieder geöffnet. Am 16. Dezember 2005 wurde der Grenzübergang nach Vejprty nach 60 Jahren wieder für Kraftfahrzeuge (bis 3,5 t) geöffnet, nachdem die Grenzbrücke kurz zuvor neu gebaut worden war. Auf tschechischer Seite erfolgte dazu ein Abriss stillgelegter Fabriken. Nach der Instandsetzung der Eisenbahn-Grenzbrücke zwischen Bärenstein und Vejprty verkehrte am 1. August 1993 nach 48 Jahren Unterbrechung der erste Zug auf dem Streckenabschnitt zwischen Deutschland und der Tschechischen Republik. 1995 wurde der planmäßige Zugverkehr über die Grenze wieder aufgenommen. Dieser wurde im Jahr 2011 auf das Wochenende reduziert und entfiel im Jahr 2014 ganz. Seit dem 1. Mai 2016 wurde der grenzüberschreitende Reiseverkehr zwischen Vejprty und Cranzahl als befristetes touristisches Angebot in den Sommermonaten wieder aufgenommen. Der abseits des Orts gelegene Bahnhof Bärenstein ist dabei ein Bedarfshalt. Nach dem Abriss verschiedener Industriebrachen in Grenznähe entstand die „Gemeinsame Mitte“, d. h. ein gemeinsames Ortszentrum von Bärenstein und Vejprty. Im Jahr 2013 eröffnete dort ein Pavillon, der aus Ausstellungsraum, Informationszentrum und Kultursaal dient.
Seit dem Jahr 1996 arbeiten die Gemeinden Bärenstein und Königswalde in der Verwaltungsgemeinschaft Bärenstein-Königswalde zusammen. Bei der Eingemeindung der Gemeinde Hammerunterwiesenthal nach Oberwiesenthal wurde am 1. Januar 1997 ihr Ortsteil Niederschlag aufgrund einer Unterschriftenaktion der Einwohner nach Bärenstein umgegliedert. Am 1. Dezember 2008 wurden Niederschlag und Kühberg der Status als Gemeindeteil von Bärenstein aberkannt.
Mit dem Anstieg der Rohstoffpreise wurde eine Gewinnung der Rohstoffe in der Lagerstätte auf Fluss- und Schwerspat wirtschaftlich wieder interessant. Am 4. März 2008 erteilte das Sächsische Oberbergamt eine Bewilligung gemäß § 8 Bundesberggesetz (BBergG) auf die Gewinnung von Fluss- und Schwerspat an die „Erzgebirgische Fluss- und Schwerspatwerke GmbH“. Am 8. November 2013 wurde die Grube Niederschlag nach zweiwöchigem Probebetrieb offiziell eröffnet. Sie befindet sich bereits auf der Flur von Hammerunterwiesenthal und gehört somit zu Oberwiesenthal. Seit 2015 läuft das Bergwerk im Regelbetrieb.

### Entwicklung der Einwohnerzahl
| Jahr | Einwohner                        |
| ---- | -------------------------------- |
| 1551 | 0005 besessene Mann, 11 Inwohner |
| 1764 | 0064 Gärtner, 38 Häusler         |
| 1834 | 1.157                            |
| 1871 | 1.657                            |

| Jahr | Einwohner |
| ---- | --------- |
| 1890 | 2.262     |
| 1910 | 4.394     |
| 1925 | 4.317     |
| 1939 | 4.158     |

| Jahr | Einwohner |
| ---- | --------- |
| 1946 | 4.232     |
| 1950 | 6.460     |
| 1964 | 4.251     |
| 1990 | 3.004     |

Am 3. Oktober 1990 zählte Bärenstein 3171 Einwohner.
Folgende Einwohnerzahlen beziehen sich auf den 31. Dezember des voranstehenden Jahres:
| Jahr | Einwohner |
| ---- | --------- |
| 1993 | 3.041     |
| 1994 | 3.085     |
| 1995 | 3.026     |
| 1996 | 3.017     |
| 1997 | 3.039     |

| Jahr | Einwohner |
| ---- | --------- |
| 1998 | 3.048     |
| 1999 | 3.042     |
| 2000 | 2.945     |
| 2001 | 2.875     |
| 2002 | 2.847     |

| Jahr | Einwohner |
| ---- | --------- |
| 2003 | 2.826     |
| 2004 | 2.791     |
| 2005 | 2.739     |
| 2006 | 2.684     |
| 2007 | 2.658     |

| Jahr | Einwohner |
| ---- | --------- |
| 2009 | 2.572     |
| 2011 | 2.504     |
| 2012 | 2.433     |
| 2013 | 2.415     |

## Politik
- IB: 5
- BL: 5
- CDU: 4

### Gemeinderat
Seit der Gemeinderatswahl am 9. Juni 2024 verteilen sich die 14 Sitze des Gemeinderates folgendermaßen auf die einzelnen Gruppierungen:
- Wählervereinigung „Initiative Bärenstark“: 5 Sitze
- Wählervereinigung „Bärensteiner Liste“: 5 Sitze
- CDU: 4 Sitze

| Liste                                     | 2024   | 2024   | 2019   | 2019   | 2014   | 2014   |
| Liste                                     | Sitze  | in %   | Sitze  | in %   | Sitze  | in %   |
| ----------------------------------------- | ------ | ------ | ------ | ------ | ------ | ------ |
| Wählervereinigung „Initiative Bärenstark“ | 5      | 35,9   | 2      | 15,3   | –      | –      |
| Wählervereinigung Bärensteiner Liste      | 5      | 32,6   | 6      | 41,4   | 9      | 65,1   |
| CDU                                       | 4      | 31,6   | 3      | 24,6   | 5      | 34,9   |
| AfD                                       | –      | –      | 1      | 18,7   | –      | –      |
| Wahlbeteiligung                           | 64,3 % | 64,3 % | 72,5 % | 72,5 % | 47,6 % | 47,6 % |

### Bürgermeister
Bürgermeister ist seit 2019 Silvio Wagner.
| Wahl | Bürgermeister   | Vorschlag | Wahlergebnis (in %) |
| ---- | --------------- | --------- | ------------------- |
| 2019 | Silvio Wagner   | Wagner    | 46,7                |
| 2012 | Bernd Schlegel  | BL        | 96,6                |
| 2005 | Bernd Schlegel  | BL        | 72,1                |
| 2001 | Wolfgang Franke | BL        | 97,8                |
| 1994 | Hartmut Kohl    | parteilos | 60,1                |

### Partnerschaft
Partnergemeinde ist seit dem Jahr 1992 die Gemeinde Planegg bei München. Mit dem unmittelbaren tschechischen Ortsnachbarn Vejprty besteht seit 2005 ein Partnerschaftsvertrag.

### Wappen
Blasonierung: „In Gold auf wachsendem rotem Felsgestein ein schreitender schwarzer Bär.“
Wappenerklärung: Das Ortswappen gibt als redendes Wappen den Ortsnamen „Bärenstein“ wieder.

## Kultur und Sehenswürdigkeiten
- siehe auch: Liste der Kulturdenkmale in Bärenstein

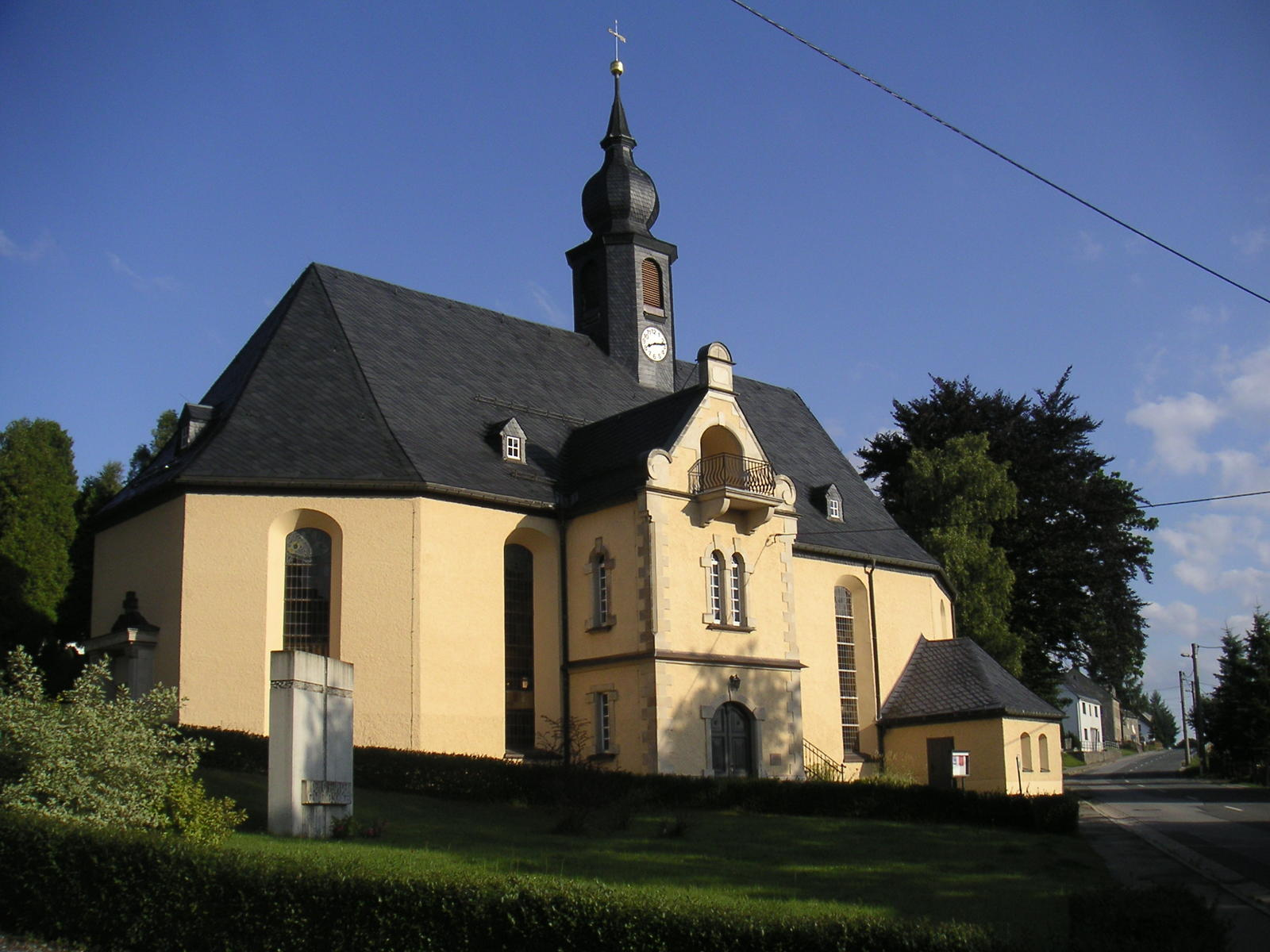
Erlöserkirche

In Bärenstein stehen direkt an der B 95 die evangelisch-lutherische Erlöserkirche aus dem Jahr 1655 und gegenüber dem Rathaus die 2013 gefertigte Nachbildung der Kursächsischen Halbmeilensäule Nr. 54 des ehem. Postkurses Leipzig – Chemnitz – Annaberg – Karlsbad von 1723.
Unweit des Ortes befindet sich der Bärenstein, einer der obererzgebirgischen Basaltberge mit Aussichtsturm und Unterkunftshaus. Über den Berg verläuft der Kammweg Erzgebirge–Vogtland und der Stoneman Miriquidi, die anspruchsvollste Mountainbikestrecke im Erzgebirge.

### Naturschutz
- Siehe auch: Liste der Naturdenkmale in Bärenstein (Erzgebirge)

## Wirtschaft und Infrastruktur
Wirtschaftlich ist besonders der Tourismus im Winter von Bedeutung.
In der Nähe des Ortsteiles Niederschlag wurde am 8. November 2013 ein neues Bergwerk eröffnet (siehe Bergbau in Sachsen). Die Grube Niederschlag wird jährlich zwischen 50.000 und 130.000 Tonnen Flussspat fördern. Betreiber ist die Erzgebirgische Fluss- und Schwerspatwerke GmbH. Dieses Bergwerk ist das erste neue Bergwerk in Deutschland seit 40 Jahren.

### Verkehr
Durch den Ort führen die Bundesstraße 95 (Leipzig–Chemnitz–Oberwiesenthal), weiter nach Karlovy Vary (Karlsbad) sowie die die Bahnstrecke Vejprty–Annaberg-Buchholz unt Bf, die auf tschechischer Seite in Chomutov (Komotau) endet. Der Bahnhof Bärenstein (Kr Annaberg) ist jedoch momentan ohne regelmäßigen Schienenverkehr. Im Gemeindeteil Niederschlag existiert ein Bahnhof an der Schmalspurbahn Cranzahl–Kurort Oberwiesenthal (Fichtelbergbahn). Bärenstein hat einen Grenzübergang nach Vejprty (Weipert). Im Jahr 2022 wurde Bärenstein an den Radweg angeschlossen, welcher nach Annaberg führt.

## Persönlichkeiten

### Söhne und Töchter der Gemeinde
- Melchior Hoffmann (≈1679–1715), Komponist
- Johann Gottlieb Lindner (1726–1811), Pädagoge, Historiker und Autor
- Friedrich Ludwig August Mayer (1790–1829), Opernsänger (Bariton) und Opernkomponist
- Franz Ulbrich (1885–1950), Regisseur und Intendant
- Carl Adolf Marks (1894–1945), Kaufmann und Widerstandskämpfer gegen den Nationalsozialismus
- Rüdiger Alberti (1898–1953), Pfarrer
- Curt Herbert Richter (1898–1974), Zithersolist und Komponist
- Christian Zinsser (1907–1993), Diplomat
- Lukas Richter (1923–2000), Musikhistoriker
- Rudolf Pleil (1924–1958), späterer Serienmörder
- Heinz Werner Höber (1931–1996), Romanschriftsteller; gilt als Vater des Taschenbuchhelden G-Man Jerry Cotton
- Heinz Heger (1932–2000), Holzkünstler
- Annemarie Esper (1934–2004), Schauspielerin
- Peter Gessner (1939–2019), Wirtschaftsmathematiker
- Steffen Flath (* 1957), Politiker (CDU)

### Personen, die mit dem Ort in Verbindung stehen
- Friedrich Hermann Löscher (* 14. September 1860 in Annaberg; † 27. Dezember 1944 in Bärenstein), Pfarrer und Heimatforscher des Erzgebirges
- Rolf Peter Kahl bekannt als RP Kahl, (* 8. November 1970 in Cottbus), Schauspieler, Regisseur und Filmproduzent